# Saër Sène
Ne doit pas être confondu avec Saer Sene.
Saër Sène, né le 4 novembre 1986 à Saint-Germain-en-Laye, est un footballeur français jouant au poste d'attaquant.

## Biographie

### Formation en Allemagne
Sène commence sa carrière dans les équipes de jeunes du Paris Saint-Germain avant de quitter le club en 2005. Il signe alors au FC Étampes avant de partir en Allemagne en 2007 après deux saisons passées au club de l'Essonne pour le club du SG Schorndorf où il fait seulement quelques apparitions. Ensuite, il joue durant deux années au SG Sonnenhof Großaspach, jouant 52 matchs pour 26 buts. Sa dernière saison fut particulièrement prolifique pour lui ce qui permet à son club de remporter le championnat de Oberliga Baden-Württemberg ainsi que la coupe de l'état. Ainsi, durant sa première saison, il joue 21 matchs pour 4 buts. Lors de sa deuxième saison, il inscrit en championnat 22 buts dont trois triplés et effectue 31 passes.
En 2009, Saër rejoint le Bayern Munich et son équipe réserve qui évolue en 3. Liga. Il joue son unique match avec les professionnels durant un match contre l'AC Milan lors du Trophée Franz-Beckenbauer. Il est malgré tout retenu dans le groupe professionnel à l'occasion d'un match de Ligue des champions 2009-2010. En raison d'une blessure au genou, il rate la majeure partie de la saison 2010-2011 mais à son retour, il inscrit 8 buts durant la première partie de la saison avant de quitter le Bayern en janvier 2012. 

### Professionnalisme aux États-Unis
Un mois plus tard, il signe au Revolution de la Nouvelle-Angleterre, franchise de MLS. Saër fait ses débuts en championnat lors du deuxième match de la saison le 17 mars 2012 où il joue quasiment une heure face au Sporting de Kansas City où son équipe s'incline 3-0. À l'occasion de son second match, le 24 mars, il inscrit son premier but sous les couleurs de la franchise de Boston face aux Timbers de Portland après quelques secondes de jeu. Il inscrit son premier doublé le 19 mai lors d'une rencontre face au Houston Dynamo dans un match nul 2-2,. Le 29 août 2012, après avoir inscrit un nouveau doublé dans le match l'opposant à Chivas USA, il se blesse aux ligaments croisés du genou gauche ce qui met un terme à sa saison où il finit meilleur buteur de son équipe avec onze buts, un record depuis Taylor Twellman en 2007.
Malgré de bons débuts lors de sa première saison en Nouvelle-Angleterre, il décline progressivement, notamment en raison d'une blessure qui le contraint au repos plusieurs mois. Ainsi, afin de repartir sur de nouvelles bases, il est échangé contre Andre Akpan aux Red Bulls de New York.

### Retour dans les ligues inférieures
Le 9 janvier 2015, il rejoint Blackpool, dernier en Championship. Après seulement une rencontre sous les couleurs de Blackpool, il est libéré en fin de saison. Sans équipe pendant quelques semaines, il rejoint, le 10 septembre, les SV Wehen Wiesbaden, évoluant alors en troisième division allemande. Le 19 septembre suivant, pour sa première rencontre avec sa nouvelle équipe, Saër inscrit un but et délivre une passe décisive à l'occasion d'un partage des points contre le SV Stuttgarter Kickers après être rentré à vingt minutes du terme de la partie. Malgré ce but à ses débuts, son temps de jeu est limité et à sa demande, son contrat est rompu le 19 décembre 2015.

### Départ en Bulgarie puis au Maroc
Après dix-neuf rencontres et seulement trois buts aux SV Stuttgarter Kickers, Sène n'est plus utilisé début 2017 et il choisit alors de signer en faveur du PFC Montana, formation de première division bulgare le 15 mars 2017. En fin de contrat au mois de juin, Sène se retrouve libre et opte pour l'AS Far, équipe évoluant dans l'élite marocaine. Néanmoins, quelques semaines plus tard, avant même la reprise du championnat, il rejoint le CA Khénifra.

## Vie personnelle
Saër est le fils d'Oumar Sène, ancien joueur du Stade lavallois, buteur dans l'épopée européenne du club de la Mayenne mais aussi capitaine du Paris Saint-Germain et international sénégalais.

## Statistiques
| Saison                | Club                                 | Championnat           | Championnat | Championnat | Coupe(s) nationale(s) | Coupe(s) nationale(s) | Compétition(s) continentale(s) | Compétition(s) continentale(s) | Compétition(s) continentale(s) | Séries | Séries | Total | Total |
| Saison                | Club                                 | Division              | M.          | B.          | M.                    | B.                    | Comp.                          | M.                             | B.                             | M.     | B.     | M.    | B.    |
| 2012                  | Revolution de la Nouvelle-Angleterre | MLS                   | 25          | 11          | 0                     | 0                     | -                              | -                              | -                              | -      | -      | 25    | 11    |
| 2013                  | Revolution de la Nouvelle-Angleterre | MLS                   | 24          | 5           | 1                     | 0                     | -                              | -                              | -                              | 0      | 0      | 25    | 5     |
| 2014                  | Revolution de la Nouvelle-Angleterre | MLS                   | 10          | 1           | 2                     | 1                     | -                              | -                              | -                              | -      | -      | 12    | 2     |
| Sous-total            | Sous-total                           | Sous-total            | 59          | 17          | 3                     | 1                     | -                              | 0                              | 0                              | 0      | 0      | 62    | 18    |
| 2014                  | Red Bulls de New York                | MLS                   | 5           | 0           | -                     | -                     | LCC                            | 2                              | 1                              | 0      | 0      | 7     | 1     |
| 2014-2015             | Blackpool FC                         | Championship          | 1           | 0           | -                     | -                     | -                              | -                              | -                              | -      | -      | 1     | 0     |
| 2015-2016             | SV Wehen Wiesbaden                   | 3. Liga               | 8           | 1           | 0                     | 0                     | -                              | -                              | -                              | -      | -      | 8     | 1     |
| 2016-2017             | SV Stuttgarter Kickers               | Regionalliga          | 16          | 2           | 3                     | 1                     | -                              | -                              | -                              | -      | -      | 19    | 3     |
| 2016-2017             | PFC Montana                          | Première Ligue        | 7           | 3           | -                     | -                     | -                              | -                              | -                              | 3      | 0      | 10    | 3     |
| 2017-2018             | CA Khénifra                          | Botola                | 22          | 7           | 1                     | 1                     | -                              | -                              | -                              | -      | -      | 23    | 8     |
| 2018-2019             | Rapide Oued-Zem                      | Botola                | 4           | 0           | 3                     | 0                     | -                              | -                              | -                              | -      | -      | 7     | 0     |
| 2018-2019             | Youssoufia Berrechid                 | Botola                | 0           | 0           | -                     | -                     | -                              | -                              | -                              | -      | -      | 0     | 0     |
| Total sur la carrière | Total sur la carrière                | Total sur la carrière | 122         | 30          | 10                    | 3                     | -                              | 2                              | 1                              | 3      | 0      | 137   | 34    |